# Campionato europeo femminile under 19 di pallavolo 1984
Il campionato europeo femminile under 19 di pallavolo 1984 si è svolto dal 26 agosto al 2 settembre 1984 a Clermont-Ferrand e Chamalières, in Francia. Al torneo hanno partecipato 12 squadre nazionali europee e la vittoria finale è andata per la nona volta consecutiva all'URSS.

## Gironi
Dopo la prima fase a gironi, le prime due classificate hanno acceduto al girone per il primo posto, conservando il risultato dello scontro diretto; le ultime due classificate hanno acceduto al girone per il settimo posto, conservando il risultato dello scontro diretto.
| Girone A                                            | Girone B                        | Girone C                                      |
| --------------------------------------------------- | ------------------------------- | --------------------------------------------- |
| Belgio Germania Est Germania Ovest Unione Sovietica | Bulgaria Italia Svezia Ungheria | Cecoslovacchia Francia Jugoslavia Paesi Bassi |

## Classifica finale
| Classifica | Squadre          |
| ---------- | ---------------- |
|            | Unione Sovietica |
|            | Italia           |
|            | Cecoslovacchia   |
| 4          | Bulgaria         |
| 5          | Germania Est     |
| 6          | Paesi Bassi      |
| 7          | Germania Ovest   |
| 8          | Ungheria         |
| 9          | Jugoslavia       |
| 10         | Belgio           |
| 11         | Francia          |
| 12         | Svezia           |